# Miao
Los miao (chino: 苗族; pinyin: Miáo zú; vietnamita: Mèo o H'Mông; tailandés: แม้ว Maew o ม้ง Mong; birmano: mun lu-myo; hmong: Hmoob), también conocidos más popularmente como hmong, son un grupo étnico internacional que vive principalmente en las zonas montañosas del sudoeste de la República Popular China. Es una de las nacionalidades reconocidas de forma oficial en este país. Otros viven en Vietnam y en Tailandia. Hay una pequeña comunidad miao en el territorio sudamericano de Guayana Francesa, donde fueron trasladados en 1977 desde Laos por el gobierno francés con la finalidad de poblar ese poco habitado territorio.

## Idioma
Los miao tienen su propia lengua, una variante de las lenguas hmong-mien, que se hablan en todo el sudeste asiático. Esta lengua tenía su propio alfabeto escrito que se ha ido perdiendo a lo largo del tiempo. En la actualidad, la mayoría de los miao hablan el chino como lengua cotidiana.

## Historia
Los primeros datos de la presencia de los miao en China se remontan a la tribu Chiyou que habitó las llanuras centrales en tiempos remotos. El término miao se utilizó por primera vez antes de la dinastía Qin. El nombre servía para designar a los grupos de personas de origen no chino.
Durante las dinastías Shang y Zhou, los miao se establecieron en las orillas del río Yangzi. Posteriormente se fueron desplazando hacia las zonas más al sur de China, instalándose también en los vecinos Vietnam y Laos.
Los hmong vivían al norte de Laos en relativa paz y tranquilidad, hasta que en la década de los cincuenta y con la promesa de un buen sueldo, formación militar y un futuro brillante, más de 9000 hmong (que llegarían a ser 18 000) pasaron a formar parte de un proyecto secreto de la CIA que pocos años después acabaría con su participación en la guerra de Vietnam del lado estadounidense, donde ejecutaron centenares de misiones de alto riesgo.
Tras la retirada estadounidense, Vietnam intervino en Laos en apoyo del Pathet Lao, y los hmong locales que habían colaborado con Estados Unidos fueron declarados "enemigos prioritarios" y aniquilados. Más de 100 000 trataron de huir hacia Tailandia, pero solo 40 000 lograron llegar allí, donde pasaron a formar parte de campos de refugiados y eran humillados. Cien mil más murieron durante el transcurso de la guerra, pero aun así no fue hasta finales de 1975 cuando el Gobierno estadounidense decidió dar estatus de "refugiados políticos" a los hmong que lo solicitaran.
Según escribió en 1996 el veterano de Vietnam Jack Austin Smith, de los tres millones de hmong que se calcula vivían en esa zona en los años cincuenta, solo 200 000 consiguieron salvarse. Varios miles aceptaron la oferta del Gobierno estadounidense y actualmente se cree que unos 180 .000 hmong viven en los EE. UU.
Todo esto, aun siendo una historia relativamente desconocida, ha adquirido una dimensión absolutamente diferente después del estreno de Gran Torino. Su guionista, Nick Schenk, tomó buena nota de lo que sus colegas de trabajo le explicaron y decidió que los vecinos del exmarine cabreado que interpreta Clint Eastwood en el filme tenían que ser hmong. Este detalle, que en otra película hubiera sido simplemente un matiz sin importancia, ha recordado la tragedia de esta etnia y ha hecho rebrotar una campaña que busca que el Gobierno estadounidense se preocupe por fin de recompensar al pueblo hmong. Roger Warner, por ejemplo, escribía en Asia Times que "Obama debería hacer de esto un tema prioritario" y periódicos como Los Angeles Times, agencias como Reuters, televisiones de todo el mundo y, especialmente, una infinidad de periódicos locales de Sacramento, Minnesota o Indiana se han sumado a la reivindicación con toda clase de reportajes sobre su situación actual, donde muchos simplemente sobreviven, sin lograr adaptarse a un ritmo que no tiene nada que ver con su filosofía de vida.
Muchos cronistas hmong han agradecido a Eastwood el respeto con el que les ha tratado y aunque algunos, como la escritora de Nueva York Sharon Her, han criticado algunos aspectos del filme por ser poco veraces, ha habido consenso en que, muchas décadas después, y gracias a Gran Torino, los hmong están finalmente en el mapa.

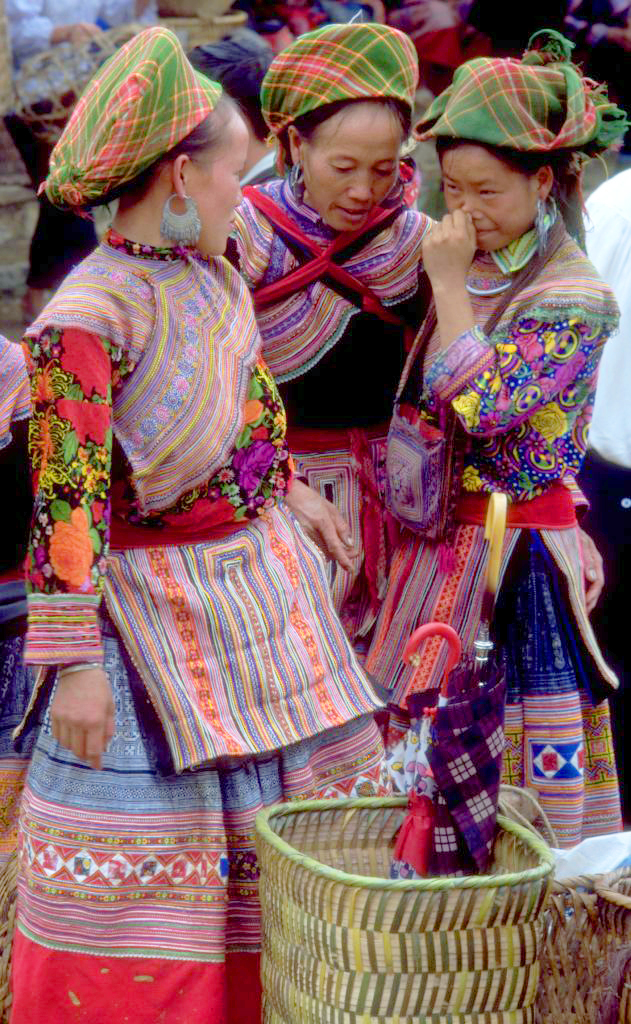
Mujeres miao de Vietnam

## Cultura
En las zonas montañosas, las viviendas de los miao suelen estar construidas sobre pilares, destinando la parte inferior para los animales. En otras zonas como en Yunnan, las casas se construyen con ramas tejidas y enlazadas o con bambú unido mediante lodo.
Los hombres miao que habitan en la zona de Guizhou suelen vestir chaquetas con dibujos de vivos colores acompañadas de mantas con dibujos geométricos que colocan sobre sus hombros. La vestimenta femenina cambia entre los diferentes poblados. En Hunan y Guizhou, utilizan chaquetas de colores abrochadas a los lados. Complementan su vestimenta con joyería de plata.
El etnólogo franco-vietnamita Georges Condominas realizó varias expediciones etnográficas entre los hmong de Sar Luk, en las tierras altas del centro de Vietnam. De su experiencia dio cuenta en los libros Nous avons mangé la forêt (1957) y L'exotique est quotidien (1965). 

## Religión
Hoy en día la mayoría de los miao pertenecen a la Iglesia católica a la que se han convertido desde la tradición religiosa previa de adorar a los antepasados, así como a diversos Dioses y Dragones tal como en la religión tradicional china.